# Пришневский, Олег Николаевич
Оле́г Никола́евич Пришне́вский (укр. Олег Миколайович Пришневський; 10 декабря 1971, Луцк) — украинский военнослужащий, мастер-сержант, участник российско-украинской войны. Герой Украины (2024).

## Биография
Олег Пришневский посвятил почти 30 лет военной службе. В 2018 году был уволен в запас из Вооружённых Сил Украины. С началом полномасштабного вторжения России в Украину 24 февраля 2022 года вернулся на службу в состав Волынского пограничного отряда.
В 2023 году вместе с товарищами защищал страну на Авдеевском и Марьинском направлениях Донецкой области. В начале 2024 года вновь отправился на Донбасс. Во время одного из штурмов позиций на Авдеевском направлении значительная часть пограничников получила ранения. Олег Пришневский, как старший группы, отдал приказ подчинённым эвакуировать раненых товарищей в укрытие, а сам прикрывал их отход огнём из пулемёта, продолжая уничтожать российских солдат

## Награды
- Звание «Герой Украины» с удостоением ордена «Золотая Звезда» (29 апреля 2024) — за личное мужество и героизм, проявленные в защите государственного суверенитета и территориальной целостности Украины, верность военной присяге[1].